# Glaucopsyche lugens
Glaucopsyche lugens är en fjärilsart som beskrevs av Caradja 1893. Glaucopsyche lugens ingår i släktet Glaucopsyche och familjen juvelvingar. Inga underarter finns listade i Catalogue of Life.